# Max Haufler

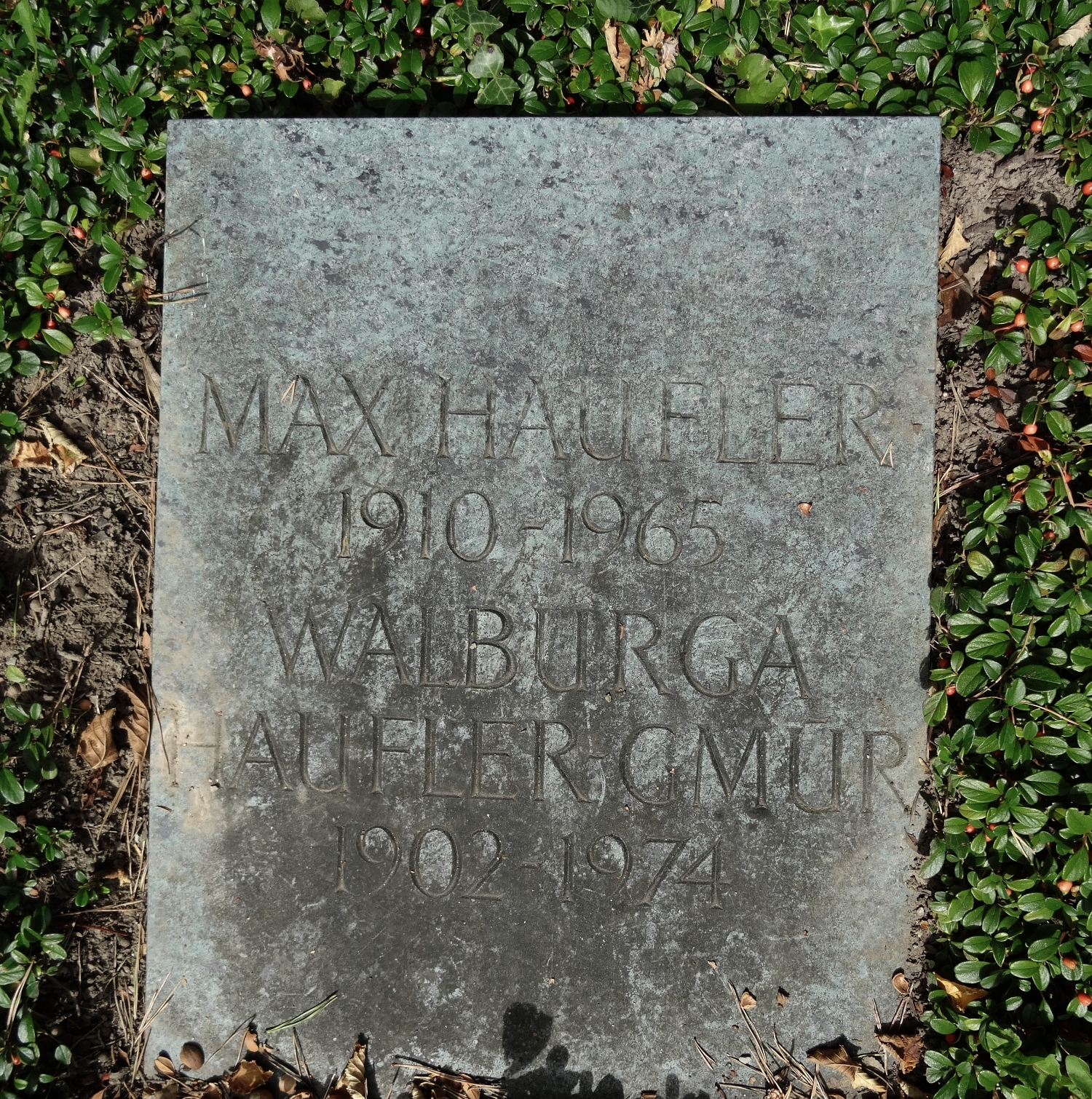
Tumba de Max Haufler

Max Haufler (4 de junio de 1910 – 25 de junio de 1965) fue un actor y director cinematográfico de nacionalidad suiza. Junto a Emil Hegetschweiler, Heinrich Gretler, Alfred Rasser y Ruedi Walter, Haufler fue uno de los actores suizos más populares de su época. Al igual que Sigfrit Steiner, también se hizo conocido por su trabajo como director y guionista. Sin embargo, antes de su carrera en el cine se había dedicado a la pintura.

## Biografía
Nacido en Basilea, Suiza, Haufler era hijo del pintor de cristal Fritz Haufler y de la italiana Anna Artaria. Tras divorciarse sus padres, se crio con su madre y sus hermanos en el barrio de Hermann Hesse en Monte Verità y en Muzzano. A los 17 años de edad aprendió a pintar y tomó clases con Paul Camenisch, y en 1928 presentó sus primeras pinturas e inició una relación de amistad con el artista Coghuf. Como pintor al aire libre viajó por Europa, pero para ganarse la vida hubo de recurrir a trabajos adicionales. De vuelta en Basilea, en 1934 Haufler se hizo miembro del movimiento expresionista Gruppe Rot-Blau y de la sociedad de artistas antifascistas Gruppe 33, a la cual también pertenecía su tío, el arquitecto Paul Artaria. Posteriormente, durante una estancia en París en 1935 en la academia de Amédée Ozenfant, se interesó por el cabaret,  trabajando después en el cabaret de Resslirytti de Basilea.
Su entusiasmo por el cine surgió en 1936, proponiéndose producir películas de calidad en Suiza. Su debut como director tuvo lugar en Farinet, para la compañía Clarté-Film AG. Tras quebrar la compañía, rodó para Gloriafilm Emil, me mues halt rede mitenand! (1941) y Menschen, die vorüberziehen… (1942). Estas películas fueron elogiadas por la crítica, aunque no lograron los resultados económicos previstos. Gracias al productor Heinrich Fueter pudo trabajar para la compañía suiza Condor Films. Su última película como director fue Der Geist von Allenwil (1951), pues su depresión crónica, el exceso de gastos y su difícil carácter le impidieron volver a dirigir. Aun así, durante la guerra y después de 1955, intentó realizar otros proyectos cinematográficos, entre ellos adaptar al cine, entre 1960 y 1965, la novela de Otto F. Walter Der Stumme. Como ayudante de dirección trabajó en Wilder Urlaub (1943), Nach dem Sturm, El cebo, Die Käserei in der Vehfreude, Der Teufel hat gut lachen y Die Schatten werden länger. 
Además, Haufler también colaboró en guiones, como el de Was isch denn i mym Harem los? (1936/1937), Heidi und Peter, HD-Soldat Läppli, Der Teufel hat gut lachen Kinder der Berge y Die Schatten werden länger zuständig.
Al no recibir labores de dirección, a partir de 1942 Haufler hubo de dedicarse a la actuación, tanto en la radio como en los escenarios, algo que no era de su gusto. Entre otros, actuó en el Cabaret Fédéral (1949–1951), en el Schauspielhaus Zürich (1951–1957) y en el Staatstheater Darmstadt (1957–1959). Su primer papel para el cine llegó con S’Vreneli am Thunersee, y en Steibruch hizo uno de sus primeros papeles protagonistas. Otros papeles principales fueron los que interpretó en Hinter den sieben Gleisen y Der Teufel hat gut lachen, actuando también en cintas comerciales como Mitenand gahts besser (1949) y Familie M Junior (1953). Ya conocido en su país como actor de carácter, recibió papeles en producciones cinematográficas y televisivas extranjeras. Así, por ejemplo, actuó en White Cradle Inn, producción británica rodada parcialmente en Gstaad. Ya en los años 1940, el productor Günther Stapenhorst le aconsejó saltar al cine de Hollywood, lo cual finalmente hizo en la década de 1960.
Max Haufler había estado casado desde 1931 con Lotte Kohn, natural de Hamburgo. Con ella tuvo dos hijos, Janet (1931) y Yvar (1934). En 1951 se casó con la actriz Walburga Gmür, divorciándose en 1964. Haufler padeció una profunda depresión, y a causa de ella se suicidó en 1965 en su casa de Zúrich, Suiza. Fue enterrado en el Cementerio Rehalp, en Zúrich.

## Filmografía

### Cine
| - 1936: S’Vreneli am Thunersee - 1937: Was isch denn i mym Harem los? - 1939: Farinet - 1942: Steibruch - 1947: White Cradle Inn - 1947: Matto regiert - 1948: Nach dem Sturm - 1952: Palace Hotel - 1952: Heidi - 1954: Uli der Knecht - 1955: Heidi und Peter - 1956: Zwischen uns die Berge - 1957: Bäckerei Zürrer - 1957: Der 10. Mai - 1958: El cebo - 1958: Kinder der Berge - 1958: Die Käserei in der Vehfreude | - 1959: Der Mustergatte - 1959: Ein Mann geht durch die Wand - 1959: Hinter den sieben Gleisen - 1960: Anne Bäbi Jowägerwäger 1ª parte: Wie Jakobli zu einer Frau kommt - 1960: Der Teufel hat gut lachen - 1961: Stadt ohne Mitleid - 1961: Anne Bäbi Jowäger 2ª parte: Jakobli und Meyeli - 1961: Die Ehe des Herrn Mississippi - 1961: Die Schatten werden länger - 1961: Chikita - 1962: Freud, pasión secreta - 1962: El proceso - 1963: Flucht der weißen Hengste - 1964: Kennwort: Reiher - 1964: Geld und Geist - 1965: Morituri |

### Televisión
| - 1955: Die Reise nach Manitoba - 1956: Philemon und Baucis - 1957: Der Richter und sein Henker - 1961: Biographie eines Schokoladentages - 1962: Stück für Stück - 1962: Die Kollektion - 1963: Die Spieler | - 1963: Die Wölfe - 1963: Striptease - 1963: Schule der Geläufigkeit - 1963: Eine schöne Bescherung - 1963: Der gemütliche Kommissar - 1966: Abschied |